# Asura homoea
Asura homoea är en fjärilsart som beskrevs av Turner 1940. Asura homoea ingår i släktet Asura och familjen björnspinnare. Inga underarter finns listade i Catalogue of Life.